# Buriramstadion
Het Buriramstadion, vanwege sponsorredenen ook wel New I-Mobile Stadion genoemd, is een multifunctioneel stadion in Buriram, Thailand. Het stadion werd geopend in 2011 en er is plaats voor 33.325 toeschouwers. De voetbalclub Buriram United maakt gebruik van dit stadion.

## Internationale voetbalwedstrijden
| Datum            | Team           | Score | Team           | Wedstrijd                  |
| ---------------- | -------------- | ----- | -------------- | -------------------------- |
| 14 juli 2011     | Thailand       | 1 – 0 | Myanmar        | Vriendschappelijk          |
| 15 juli 2011     | Thailand       | 1 – 1 | Myanmar        | Vriendschappelijk          |
| 23 juli 2011     | Thailand       | 1 – 0 | Palestina      | WK 2014 kwalificatie       |
| 10 november 2017 | Noord-Korea    | 4 – 1 | Maleisië       | Azië Cup 2019 kwalificatie |
| 13 november 2017 | Maleisië       | 1 – 4 | Noord-Korea    | Azië Cup 2019 kwalificatie |
| 5 juni 2019      | Curaçao        | 3 – 1 | India          | King's Cup 2019            |
| 5 juni 2019      | Vietnam        | 1 – 0 | Thailand       | King's Cup 2019            |
| 8 juni 2019      | Thailand       | 0 – 1 | India          | King's Cup 2019            |
| 8 juni 2019      | Vietnam        | 1 – 1 | Curaçao        | King's Cup 2019            |
| 7 oktober 2021   | India          | 2 – 1 | Chinees Taipei | Azië Cup 2023 kwalificatie |
| 11 oktober 2021  | Chinees Taipei | 0 – 3 | India          | Azië Cup 2023 kwalificatie |